# Мезёфёльд
Мезёфёльд (венг. Mezőföld) — часть Среднедунайской равнины в Венгрии (Центрально-Задунайский край), между рекой Дунай на востоке, озером Балатон на западе; на севере и юге ограничена низкогорьями. Высота 120—160 м. Плоская, слаборасчленённая равнина, сложенная аллювиальными и лёссовидными породами.
Рекреационные ресурсы способствуют развитию курортов:
- озера Веленце, Эрег, Балатон.
- лечебные и термальные воды (Агард)

Развито сельское хозяйство.